# Marine Vlahovic
Pour les articles homonymes, voir Vlahovic.
Marine Vlahovic, née le 19 mars 1985 à Rennes et morte le 25 novembre 2024 à Marseille, est une journaliste, reporter et documentariste française.

## Biographie
Originaire de Bretagne, elle est diplômée du Centre de formation des journalistes en 2010.
Après un stage chez France Culture en 2005, elle réalise son premier documentaire audio en 2008 pour Arte Radio, Mal barrés, sur un vendeur de cigarettes à la sauvette, et de nombreux autres depuis. En plus d'Arte Radio, Marine Vlahovic est journaliste - depuis la France, la Cisjordanie, l'Égypte, le Liban, l'Italie - pour RTS, Le Soir, Radio France, Libération, National Geographic, et Reporterre. 
Pendant trois ans, de 2016 à 2019, elle est journaliste correspondante à Ramallah en Palestine pour plusieurs médias, avant de s'installer à Marseille. En 2021, elle partage cette expérience dans un podcast, Carnets de correspondante, pour Arte Radio,,. En 2024, durant la guerre à Gaza, elle réalise un nouvel épisode, Gaza Calling où elle donne la voix à certains de ses confrères et consœurs journalistes sur place.
En 2022, elle réalise le podcast Dans le sillage d’Abd el-Kader à propos de Abd el-Kader pour le Musée des Civilisations de l'Europe et de la Méditerranée.
Le 25 novembre 2024, à 39 ans, elle est retrouvée morte sur le toit-terrasse de son domicile à Marseille,,,,. Une enquête est ouverte, mais la piste criminelle semble devoir être écartée 
. La profession lui rend un hommage unanime   .

## Récompenses
- Prix URTI Découverte 2012 pour Amours occupées[20]
- Prix Scam au Paris Podcast Festival 2021 pour Carnets de correspondante[21],[10]